# 로라 보먼

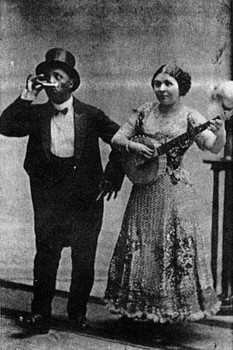

로라 보먼(Laura Bowman, 1881년 1월 1일 ~ 1957년 1월 1일)은 미국의 배우, 연극 배우, 영화배우이다.

## 영화
- 블랙 스완 (2010년)